# (21827) Chingzhu
(21827) Chingzhu (1999 TS91) – planetoida z grupy pasa głównego asteroid okrążająca Słońce w ciągu 3,82 lat w średniej odległości 2,44 j.a. Odkryta 2 października 1999 roku.